# 維索卡戈拉
47°52′40″N 31°36′24″E / 47.87778°N 31.60667°E
維索卡戈拉（烏克蘭語：Висока Гора），是烏克蘭南部的村莊，隸屬尼古拉耶夫州的沃茲涅先斯克區。該村面積0.32平方公里，海拔高度88米，2001年人口198，人口密度每平方公里618.8人。